# Marfa Matwejewna Apraxina

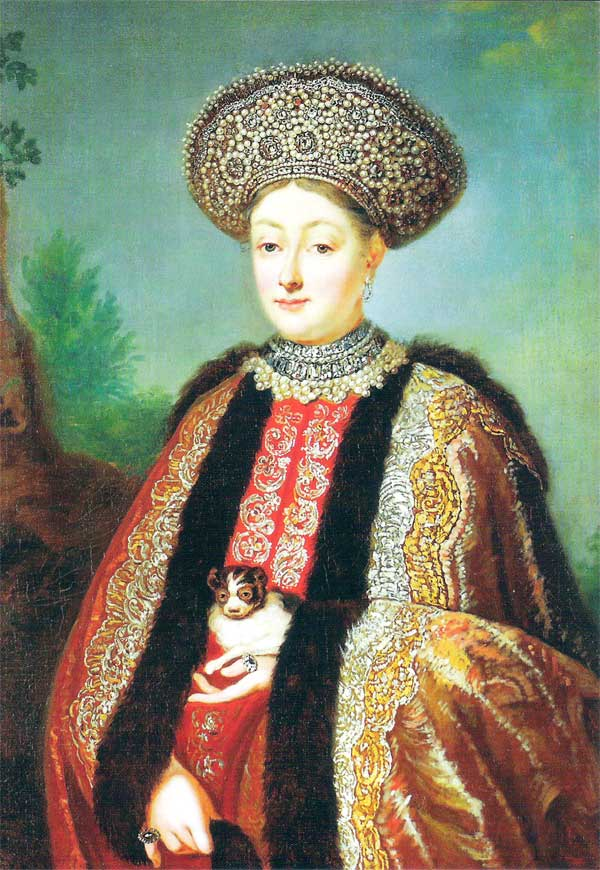
Marfa Apraxina

Marfa Matwejewna Apraxina (russisch Марфа Матвеевна Апраксина; * 1664 in Moskau; † 31. Dezember 1715jul. / 11. Januar 1716greg. in St. Petersburg) war als zweite Gemahlin von Fjodor III. Zarin von Russland.
Sie war die Tochter von Matwei Wassiljewitsch Apraxin, einem Adeligen aus Rjasan, und der Domna Bogdanowna Lowtschikowa. Am 24. Februar 1682 heiratete sie in Moskau den seit einem Jahr verwitweten Zaren, doch die Ehe dauerte nur zweieinhalb Monate, am 7. Mai 1682 starb der Zar. Die Ehe blieb kinderlos.
Die ehemalige Zarin lebte noch 33 Jahre als Witwe in St. Petersburg und starb dort im Jahre 1716 an einer Magenerkrankung. Sie wurde in der Peter-und-Paul-Festung beerdigt. Bei ihrem Begräbnis wurde der alte Brauch, dass Klageweiber den Sarg betrauern sollen, auf Befehl Zar Peters des Großen (Halbbruder Fjodors III.) abgeschafft.